# مدحت تيخا
مدحت تيخا (15 ديسمبر 1986-) ممثل مصري.

## حياتة الشخصية والفنية
بدأ الممثل الشاب مدحت إسماعيل الشهير بمدحت تيخا حياته الفنية منذ قرابة 10 أعوام في تقديم أدوار صغيرة ونجح في فرض نفسه على الساحة الفنية رغم ثقل ظله و حصر نفسه في الأدوار الثانوية اللتي تتمحور كلها علي السخرية من وزنه و جسمه الممتليء إلا أنه رغم ذلك تم تكريمه من قبل مؤسسة الأهرام عن دوره (الشيخ سلام) بمسلسل شيخ العرب همام.

## أعماله

### الأفلام
- 2004: فرح
- 2006: مهمة صعبة
- 2008: آخر كلام
- 2009: البيه رومانسي
- 2014: كبير الحلم (فيلم قصير)
- 2017: دعدووش
- 2017: عمارة رشدي
- 2018: جدو نحنوح
- 2019: قهوة بورصة مصر
- 2019: خسسني شكرا
- 2020: زنزانة 7
- 2022: بحبك ( من أنتن الأعمال الفنية المصرية)

### المسلسلات
- 2003: رجل في زمن العولمة (ج2)
- 2004: لقاء السحاب
- 2004: أحلام هند الخشاب
- 2005: عبد الحميد أكاديمي
- 2006: المطعم تشي توتو
- 2006: قلوب تائهة
- 2006: راجل وست ستات (ج1)
- 2006: حضرة المتهم أبي
- 2006: آن الأوان
- 2007: أولاد الليل
- 2008: نسيم الروح
- 2009: عبودة ماركة مسجلة
- 2009: راجل وست ستات (ج5)
- 2010: شيخ العرب همام
- 2010: أكتوبر الآخر
- 2011: تلاتة في واحد
- 2011: شبرا تي في
- 2011: وادي الملوك
- 2011: 3x1
- 2012: حافة الغضب
- 2012: الهلالى سلالم
- 2012: فرح العمدة
- 2013: ربيع الغضب
- 2013: خلف الله
- 2015: الوسواس
- 2015: يا أنا يا إنتي
- 2016: يوميات زوجه مفروسة أوي (ج2)
- 2017: يوميات زوجه مفروسة أوي (ج3)
- 2017: هربانة منها
- 2018: يوميات زوجه مفروسة أوي (ج4)
- 2018: 30 ليلة وليلة
- 2019: نصيبي وقسمتك 3
- 2020: يا أنا يا جدو
- 2020: بت القبايل
- 2022: رانيا وسكينة
- 2022: بيت الشدة
- 2022: الحلم

### المسرحيات
- 2004: العادلون
- 2014: مسلسلات رمضان
- 2014: علي عليوة
- 2014: رمضان جانا
- 2014: الحد الأدنى
- 2017: الهرم ده بتاعي
- 2018: حدث في بلاد السعادة

### المسلسلات الإذاعية
- 2018: هارب من عش الزوجية

### السهرات التلفزيونية
- 2002: ابن ليل

## روابط خارجية
- مدحت تيخا على موقع الدهليز
- مدحت تيخا على موقع قاعدة بيانات الأفلام العربية